# Cartulario de San Juan de la Peña
El Cartulario de San Juan de la Peña, o Llibre gòtic és un volum conservat a la Biblioteca de la Universitat de Saragossa, iniciat al segle xi, i que conté 311 documents del Monestir de Sant Joan de la Penya, datats entre els anys 507 i 1064. El contingut correspondria als textos més antics conservats de la producció documental del monestir, encara que el document de 507 és una falsificació posterior. Els documents mostren tres tipus d'escriptura, corresponent a visigòtica rodona, carolina dels segles XII a XIV i aragonesa del segle xv. S'han publicat quatre edicions del cartulari, que van ser redactades per Magallón (1903-1904), Canellas i Usón (1935), Canellas (1975), i Antonio Ubieto Arteta (1965).